# Joseph Papp
Joseph Papp, nato Joseph Papirofsky (Brooklyn, 22 giugno 1921 – New York, 31 ottobre 1991), è stato un produttore teatrale e regista statunitense.
Papp fondò The Public Theater in quella che era stata l'Astor Library Building nel centro di New York (ancora lì nel 2011). "Il Public", come è noto, è costituito da molti piccoli teatri presenti all'interno di esso. Lì, Papp ha creato produzioni teatrali che duravano per tutto l'anno, concentrarsi su nuove creazioni, sia di spettacoli di prosa che di musical. Alla morte di Papp il teatro venne rinominato The Joseph Papp Public Theater.

## Biografia
Nacque da Yetta (nata Miritch), sarta, e Samuel Papirofsky, artigiano. I suoi genitori erano ebrei immigrati dalla Russia. Fu allievo, al liceo, di Eulalie Spence drammaturga appartenente al movimento Rinascimento di Harlem. Papp fondò il New York Shakespeare Festival nel 1954, con l'intento di rendere i lavori di Shakespeare accessibili alla totalità del pubblico e nel 1957 gli venne gratuitamente concesso l'uso di Central Park per la messa in scena di opere di Shakespeare. Questa eredità dell'attività di Papp è stata continuata (fino al 2013) all'open-air Delacorte Theatre a Central Park durante tutte le estati.

## Fondatore del Public Theater
Papp spese anni di zelo imprenditoriale e perseguì con insistenza la promozione della sua idea di libero Shakespeare in New York City. Nel 1956, la produzione di Papp de La bisbetica domata rappresentata all'aperto nell'East River Amphitheatre nel Lower East Side di New York, fu fondamentale per Papp, soprattutto perché Brooks Atkinson, conosciuto come il decano dei critici di teatro americani, si recò a vederla e approvò l'idea di Papp in un articolo sul The New York Times. L'attrice Colleen Dewhurst, che aveva interpretato Kate, ricordò l'inizio del cambiamento (in una autobiografia pubblicata postuma da Tom Viola): "Con la benedizione di Brooks Atkinson, il nostro mondo è cambiato. Improvvisamente fra il nostro pubblico di vicini di casa in T-shirt e jeans, sono apparsi uomini in camicia bianca, giacca e cravatta, e signore in abiti estivi. All'improvviso siamo diventati lo spettacolo da vedere, e tutto è cambiato. Eravamo in uno spettacolo che avrebbe avuto un effetto positivo sulla mia carriera, così come su quella di Joe. Ho perso la sensazione di non sapere cosa sarebbe potuto succedere o come quello spettacolo di quella notte avrebbe potuto muovere un pubblico al quale non avevo paura di parlare di nuovo."
All'età di 41 anni, dopo aver creato i suoi spettacoli gratuiti, Summer Shakespeare performances a Central Park nel Delacorte Theater, un anfiteatro all'aperto, Papp decise di costruire un teatro che potesse dare spettacoli tutto l'anno. Dopo aver preso in considerazione diversi luoghi, si innamorò della posizione e del carattere dell'Astor Library di Lafayette Street. Papp ottenne il locale, nel 1967, per un affitto annuale simbolico di un dollaro dal Municipio di New York. Fu il primo edificio salvato dalla demolizione ai sensi della legge New York City Landmarks Preservation. Dopo massicce ristrutturazioni, Papp spostò il suo staff al Public Theater, sperando di attirare un nuovo pubblico, meno convenzionale, per rappresentare opere di nuovi e innovativi drammaturghi.
Al Public Theater, l'attenzione di Papp si allontanò dai classici shakespeariani e si spostò verso nuovi lavori. Fra le produzioni figurarono l'opera di Charles Gordone, No Place to Be Somebody (il primo spettacolo off-Broadway e la prima opera di un afro-americano a vincere il Premio Pulitzer) e le commedie di David Rabe, Tom Babe, e Jason Miller. Papp definì le sue produzioni dei drammi di Rabe "La cosa più importante che ho fatto al Public Theater''. Papp riuscì a produrre opere teatrali che parlavano di argomenti contemporanei. Proprio come un lavoro di Rabe rifletteva le preoccupazioni del suo tempo (Vietnam e imperialismo americano), la produzione di Papp del 1985, di Larry Kramer, The Normal Heart osò affrontare i pregiudizi del sistema politico contro l'AIDS e la comunità gay.
L'ideatore di festival Ming Cho disse: "Con i nuovi drammaturghi, l'intera direzione del teatro è cambiata. Joe cambiò direzione e nessuno di noi ha realizzato per un po' che aveva cambiato direzione. Il Public Theater è diventato più importante del Delacorte. I nuovi drammaturghi divennero più interessanti di Shakespeare."
Fra la miriade di lavori teatrali e musical prodotti da lui prodotti, Papp è forse più noto per le produzioni che vennero trasferite a Broadway: Il musical Runaways di Elizabeth Swados, la versione originale di Galt MacDermot, Hair, una produzione di I pirati di Penzance, il lavoro dell'autoproclamatosi femminista nera, Ntozake Shange, For Colored Girls who Have Considered Suicide when the Rainbow is Enuf e l'anomalia che fu A Chorus Line.
A Chorus Line iniziò con una serie di interviste registrate di reminiscenze di ballerini, al Public Theater, supervisionate dal regista/coreografo Michael Bennett. Papp aveva dato a Bennett il tipo di sostegno imprenditoriale per il quale era noto, confidando che Bennett, con il tempo e lo spazio, potesse realizzare il suo sogno. In precedenza, Papp non aveva tenuto i diritti su Hair e non poté guadagnare dalla sua cessione a Broadway. Non così fu con A Chorus Line. Questo innovativo musical (che riuscì a portare al teatro storie vere di vita vissuta dei suoi interpreti) poté essere trasferito agli altamente lucrativi teatri di Broadway, e i guadagni dello show divennero un sostegno finanziario continuo per il lavoro di Papp. Lo spettacolo ricevette 12 nomination ai Tony Award e ne vinse nove, oltre al Premio Pulitzer 1976 per il dramma. Ebbe 6.137 rappresentazioni, divenendo la produzione più longeva nella storia di Broadway fino a quel momento. Papp si aggiudicò il premio Tony Award, come produttore, per il Miglior Musical dell'Anno 1975. Il sistema di workshop per lo sviluppo di nuovi musical, che Bennett e Papp avevano creato, rivoluzionò le produzioni di musical di Broadway che vennero create in seguito, e molti dei precetti vennero trasferiti in "A Chorus Line."

## Rappresentazioni all'aperto al Delacorte Theatre
Il Delacorte Theatre di Papp fece conoscere alcuni degli attori e attrici più interessanti degli Stati Uniti, alcuni celebrati, altri no, nei lavori di Shakespeare presentati gratuitamente al pubblico di New York. Tra le interpretazioni memorabili (tra cui alcune prima che Papp avesse avuto il Delacorte per il suo Shakespeare) vi furono quelle di George C. Scott, vincitrice del Premio Obie Richard III nel 1958; Colleen Dewhurst nel ruolo di Kate, Lady Macbeth, Cleopatra (con George C. Scott nel ruolo di Marco Antonio), e Gertrude; Amleto di Stacy Keach con Dewhurst e Gertrude con James Earl Jones in King Claudius, Barnard Hughes nel ruolo di Polonio e Sam Waterston in quello di Laerte; Sam Waterston in Amleto (con Ruby Dee in Geltrude) con John Lithgow in Laerte e Andrea Marcovicci in Ofelia; Sam Waterston e Kathleen Widdoes in Much Ado About Nothing con Barnard Hughes; il primo lavoro di Meryl Streep nel ruolo di Isabella in Measure for Measure; Mary Beth Hurt in Pericle; James Earl Jones nel ruolo di Re Lear (1973) con Rosalind Cash e Ellen Holly; Raúl Juliá nel ruolo di Edmund nel 1973 e molti altri ancora.
Il New York Shakespeare Festival al Delacorte non fu però dedicato solo ad opere di Shakespeare. Papp volle talvolta variare il programma. Nell'estate del 1977 Gloria Foster fu Clitennestra nella tragedia greca Agamennone da Raúl Juliá nel ruolo di Macheath nella produzione di Richard Foreman del Bertolt Brecht/Kurt Weill, The Threepenny Opera, successivamente trasferita al Lincoln Center. Papp fu anche estimatore di Gilbert e Sullivan, e nel 1980, per commemorare il centenario di The Pirates of Penzance, presentò un nuovo allestimento al The Delacorte Theatre di Central Park. Lo spettacolo ebbe successo, e Papp lo trasferì in un teatro di Broadway, dove venne rappresentato 800 volte. Vinse il Tony Award come miglior ripresa, miglior regista (Wilford Leach) e miglior attore (Kevin Kline). Linda Ronstadt ebbe la nomination come migliore attrice.
L'estetica di Papp prevedeva un'egualitaria visione politica. Fu un pioniere nell'impegno anti-discriminatorio, utilizzando una varietà di etnie e colori degli attori nei suoi nuovi lavori teatrali e produzioni di Shakespeare. Allo stesso modo, un po' per il suo rapporto con il figlio gay Tony, Papp si allineò con i problemi di gay e lesbiche in almeno due casi specifici. Combatté le disposizioni anti-oscenità che il Congresso brevemente impose al National Endowment for the Arts durante la presidenza Reagan, e scelse di produrre The Normal Heart, che con passione denigrò la istituzionalizzata "omofobia", in risposta al sindaco Ed Koch sulla crisi AIDS negli Stati Uniti.
Una lista completa delle produzioni realizzate al Festival productions è disponibile in Joe Papp: An American Life di Helen Epstein.